# NEW 코리아 헌터
《NEW 코리아 헌터》는 2016년 6월 9일부터 2018년 6월 25일까지 방송된 다큐멘터리 프로그램이다.

## 같이 보기
- PD수첩, TV특종 놀라운 세상 (MBC TV)
- 순간포착 세상에 이런일이 (SBS TV)
- 특종세상 (MBN)
- 코리아 헌터, 아시아 헌터 (TV조선)
- 라디오 동의보감, 밤의 디스크쇼 (MBC 표준FM)